# Abbaye de Cantimpré
L'abbaye Notre-Dame de Cantimpré est une ancienne abbaye d'hommes de l'ordre de Saint-Augustin fondée vers 1180 près de Cambrai, dans l'actuel département du Nord, par Hugues d'Oisy et Roger de Wavrin, évêque de Cambrai.

## Histoire
Abbaye de chanoines réguliers de Saint-Victor (règle de saint Augustin) fondée vers 1180 par Hugues d'Oisy et l'évêque Roger de Wavrin. Du vivant de l'évêque Roger, l'abbaye a comporté en ses murs un local réservé à des religieuses.
L'évêque Roger avait affecté une année de revenus de son évêché pour sa construction. A l'époque, l'évêché de Cambrai couvrait une partie du Nord de la France et le duché de Brabant. En 1182, l'évêque Roger fit don à l'abbaye de la cure de Bellinghen.
L'évêque Roger est mort pendant le siège de Saint-Jean d'Acre lors de la troisième croisade alors qu'il commandait les troupes flamandes. 
Engelbert IV d'Enghien et son épouse Ide donnent en 1224 plusieurs biens à l'abbaye de Cantimpré pour la fondation du prieuré de l'abbaye à Bellingen, prieuré où Ide ou Adélaïde d'Audenaerde vers 1200, fille d'Arnould III d'Audenaerde ou de  Gilbert II d'Oudenaerde  et de Richilde de Peteghem est enterrée.
Ruinée en 1580, elle est alors transférée et reconstruite à Bellinghem (territoire de l'actuelle commune de Sailly-lez-Cambrai).
En 1580, l'abbaye est détruite pour laisser place aux fortifications de la ville  et les religieux se déplacent à Bellingen dans le diocèse de Mons.
Marie-Thérèse d'Autriche, reine de Hongrie et de Bohême par le traité de Versailles signé avec le Roi de France renonce le 16 mai 1769 à ses droits sur l'abbaye de Cantimpré et le prieuré de Bellinhem.
Il y restait douze religieux en 1768. Fermée en 1791.

## Abbés
Les quatre premiers abbés sont connus entre autres par la Vie du fondateur Jean, rédigée par Thomas de Cantimpré dans sa jeunesse (vers 1223) et complétée à la fin de sa vie:
- Jean, fondateur de Cantimpré
- Matthieu († 6 février 1218)
- Thomas
- Nicolas (attesté dans des chartes de 1236 et 1238)

## Personnalités liées à l'abbaye
par ordre chronologique
- Roger de Wavrin, évêque de Cambrai (mort en 1191)
- Thomas de Cantimpré (1201-1272)

## Prieuré
- Prieuré de Bellingen